# Alianza Renovadora Nacional
La Alianza Renovadora Nacional (en portugués, Aliança Renovadora Nacional), conocida con el acrónimo ARENA, fue un partido político brasileño creado el 4 de abril de 1965 con la intención de apoyar al nuevo gobierno militar surgido tras el golpe de Estado de 1964. Era un partido fundamentalmente conservador y autoritario.

## Historia

Bandera de ARENA.

Su creación tuvo lugar con la instauración del bipartidismo mediante la ley institucional número 2. En 1980 el pluripartidismo sería legalizado y de ARENA surgieron el Partido Democrático Social (actualmente conocido como Partido Progresista) y el Partido del Frente Liberal (actual Demócratas).
El bipartidismo creó dos líneas políticas en Brasil. La oficialista, protagonizada por ARENA y la oposicionista, representada por el Movimiento Democrático Brasileño. El partido fue disuelto oficialmente el 20 de diciembre de 1979, al entrar en vigencia la nueva Ley de Partidos Políticos. La ARENA fue disuelta de manera oficial por el Tribunal Superior Electoral el 15 de febrero de 1980 al aplicar la nueva Ley Electoral que regulaba los partidos políticos.

## Resultados electorales

### Elecciones presidenciales
|  | 100 % |

|  | 100 % |

|  | 84 % |

|  | 61.1 % |

### Cámara de Diputados
|  | 64.0 % |

|  | 69.5 % |

|  | 52.2 % |

|  | 50.4 % |

### Senado
|  | 56.6 % |

|  | 60.4 % |

|  | 41.0 % |

|  | 42.9 % |